# 真岡郡
真岡郡（日语：／ Maoka gun */?）是日本統治下樺太廳的一郡。郡名來自於阿伊努語的「mo-ka」（安靜的地方）。
轄有以下2町4村。
- 真岡町
- 野田町
- 廣地村
- 蘭泊村
- 清水村
- 小能登呂村

在法律上于1949年6月1日国家行政組織法施行后廢除。
1. ↑  南樺太:概要・地名解・史実 p.305